# 三七市镇
三七市镇，是中国浙江省宁波市余姚市下属的一个镇，位于余姚市东北部，北接慈溪市，东靠宁波市区。三七市镇总面积68平方公里，下辖12个行政村和3个居委会，常住人口3.2万，外来人口1.2万。

## 行政区划
下辖以下地区：
三七市社区、二六市社区、三七市村、唐李张村、相岙村、云山村、魏家桥村、二六市村、幸福村、石步村、姚东村、祝家渡村、胜利村和大霖山村。